# Дмитрий Галкин (плавучая база)
«Дмитрий Галкин» — советская плавучая база подводных лодок проекта 310 (обозначение НАТО Don-class) Северного флота, Черноморского флота ВМФ СССР. В переменном составе 5-й Средиземноморской эскадры кораблей ВМФ.

## ТТХ
Предназначена для базирования четырёх подлодок проектов 611 и 613. Была способна обеспечить навигационный и аварийный ремонт корпуса, механизмов и вооружения. Имелось хранилище на 42 торпеды 533-мм. В носовой оконечности размещался 100-тонный кран. Оборонительное вооружение включало четыре 100-мм артустановки Б-34УСМА и четыре спаренные 57-мм автомата ЗИФ-31Б. На последней плавбазе успели установить даже ЗРК «Оса-М». На двух плавбазах (пр.310М) кормовые 100-мм орудия были сняты и вместо них размещена вертолётная площадка.
На Дмитрии Галкине, ПБ-3 установлены 2 СУ «Фут-Б».
- Водоизмещение: 7150 (5030) т.
- Размеры: длина — 137,2 м, ширина — 16,8 м, осадка — 6,5 м.
- Скорость полного хода: 16 узлов.
- Дальность плавания: 3000 миль при 12,5 узлах.
- Силовая установка: дизельная-электрическая, 2х2000 л. с.
- Грузоподъемность: 42 торпеды калибра 533 мм.
- Вооружение: 4х1 100-мм артустановки Б-34УСМА, 4х2 57-мм артустановки ЗИФ-31Б (2 — после модернизации).
- Экипаж: 350 чел. + 394 чел. экипажей ПЛ и походного штаба[1][2][неавторитетный источник].

## Служба
Плавучая база подводных лодок была заложена по проекту 310 на ССЗ № 444 им. И. Носенко в Николаеве (заводской № 618) 28.04.1959 года. Названа в честь советского подводника, батальонного комиссара, военкома подводной лодки «К-23» Северного флота Дмитрия Михайловича Галкина.
Была спущена на воду 31.03.1960 года, прошла ходовые испытания на Чёрном море, вступила в строй Северного флота 25.12.1960 года. Базировалась на Полярный.
Бортовые номера: 11 (1967), 938 (1974), 900, 933 (1978), 940 (1980), 939, 909 (1986), 877 (1988), 871 (1991).
С июля 1962 года в составе 20-й эскадры подводных лодок формирующейся для базирования на Кубе в ходе операции «Анадырь». В эскадру входили 69-я бригада подводных лодок, 18-я дивизия подводных лодок, плавбазы «Дмитрий Галкин», плавбаза «Федор Видяев» и 5-я отдельная техническая позиция.
Выполняла задачи в Средиземном море в переменном составе 5-й Средиземноморской эскадры кораблей ВМФ, в том числе с августа 1974 года обеспечивала годичное боевое дежурство шести подводных лодок 211-й БрПЛ, на борту находился штаб бригады с командиром отряда кораблей капитаном 1-го ранга Ю. Н. Данькова.
С января по апрель 1978 года оказывала военную помощь вооруженным силам Эфиопии. Все офицеры были отмечены медалями, а командир Рябцев Л. А. награждён орденом Красного Знамени.
Корабль посещал главком ВМФ С. Г. Горшков.
В 1986 году плавбаза была переведена с Северного на Черноморский флот. Входила в состав 39-й дивизии морских десантных сил с базированием на Донузлав.
В марте 1986 года во время военного конфликта в Средиземном море против Ливии при ударах по ней силами 6-го флота ВМФ США, операция «Огонь в прерии» ВМФ СССР направил туда отряд кораблей, на плавбазе «Дмитрий Галкин» находилась оперативная группа штаба соединения.
С декабря 1987 года по июнь 1988 года плавбаза «Дмитрий Галкин» находилась на боевой службе в Средиземном море с заходами в Египет, Тунис, Сирию.
ПБПЛ «Дмитрий Галкин» была выведена из состава флота 24 июня 1991 года.

## Командиры
- 1974-1978 капитан 2-го ранга Рябцев Лев Александрович.
- Смирнов